# Фолти Тауърс
„Фолти Тауърс“ (на английски: Fawlty Towers) е английска ситуационна комедия, излъчвана по BBC2 в два сезона, от 19 септември 1975 г. и 25 октомври 1979 г. Сериалът е създаден и написан от Джон Клийз и Кони Бут, които участват в сериала и са били женени по време на първия сезон, но са разведени преди записване на втория сезон.

## „Фолти Тауърс“ В България
В България сериалът е излъчен по bTV, като е с български дублаж.
На 12 януари 2008 г. започва повторно излъчване по GTV.
На 24 декември 2012 г. започва повторно и по TV7.
Ролите се озвучават от Венета Зюмбюлева, Елена Русалиева, Веселин Ранков, Любомир Младенов и Иван Танев.